# Maria Königin (Lasbeck)

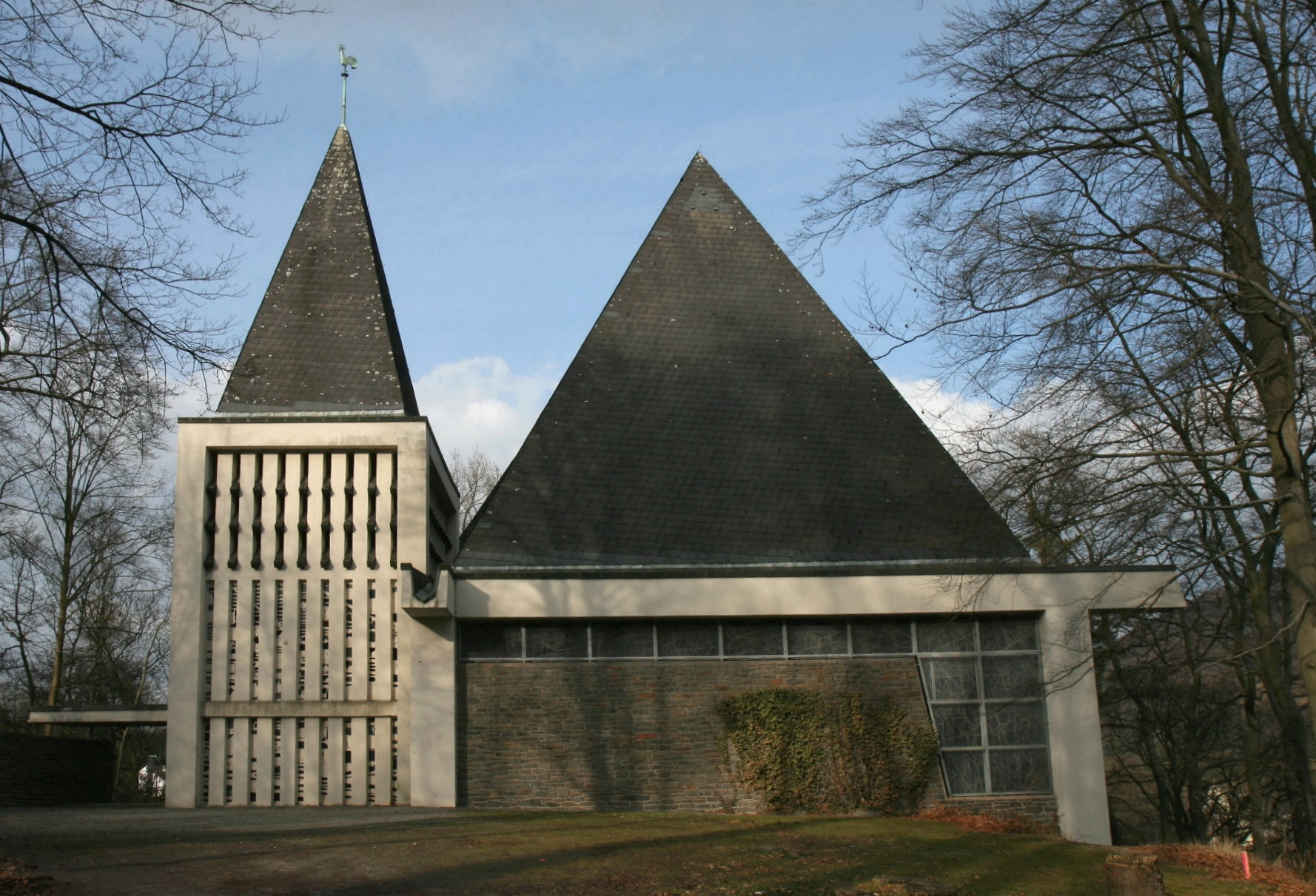
Kirche Maria Königin

Die römisch-katholische Kirche Maria Königin ist ein Kirchengebäude am Komer 6 in Lasbeck, einem Stadtteil von Iserlohn im Märkischen Kreis (Nordrhein-Westfalen).

## Geschichte und Architektur
Der Betonskelettbau mit einem Saal, einem Turm und einem Nebenraum, jeweils unter einem schiefergedeckten Pyramidendach wurde 1964 unter der Leitung von Günter Schulte errichtet. Das Gebäude hat eine trutzige Wirkung. Die Wandscheiben aus Bruchstein mit den Farbfenstern von Irmgart Wessel-Zumloh kontrastieren mit den glatten Flächen der Betonrahmen und der Altarrückwände. Die Betonglasbahnen hinter den eng gestellten Betonpfosten des Turmes sind eine Arbeit von Wilhelm Hausmann.